# Bob Holt
Robert John Holthaus, meglio conosciuto come Bob Holt (Saint Louis, 28 dicembre 1928 – Van Nuys, 2 agosto 1985), è stato un attore e doppiatore statunitense.
È famoso per aver interpretato la voce delle varie creature del film Gremlins del 1984.

## Biografia
Il suo esordio cinematografico è in Julius Caesar nel 1950. Come doppiatore invece è del 1968 la sua prima esperienza, nel cortometraggio Johnny Learns His Manners, in cui crea le voci di tutti i personaggi.